# Freeman Williams
Freeman Williams Jr. (Los Ángeles, California, 15 de mayo de 1956 - 20 de abril de 2022) fue un jugador de baloncesto estadounidense que jugó 6 temporadas en la NBA, además de hacerlo en la CBA y en la USBL. Con 1,93 metros de altura, jugaba en la posición de escolta.

## Trayectoria deportiva

### Universidad
Jugó cuatro temporadas con los Vikings de la Universidad de Portland State, en las que promedió 30,6 puntos y 4,3 rebotes por partido. En 1978 consiguió la segunda mejor marca anotadora en un partido de la División I de la NCAA al conseguir 83 puntos en la victoria de su equipo ante Rocky Mountain. Fue el máximo anotador universitario en 1977 y 1978, y es en la actualidad el segundo máximo anotador de la historia de la competición por detrás de Pistol Pete Maravich, con 3249 puntos. En 1977 fue incluido en el tercer mejor quinteto All-American y en 1978 en el segundo.

### Profesional
Fue elegido en la octava posición del Draft de la NBA de 1978 por Boston Celtics, pero fue automáticamente traspasado junto con Kevin Kunnert y Kermit Washington a San Diego Clippers, a cambio de Nate Archibald, Marvin Barnes, Billy Knight y dos futuras rondas del draft. Una de estas rondas sería la del que fue estrella de los Celtics Danny Ainge. En los Clippers pronto se convirtió en la segunda opción en ataque, por detrás de World B. Free, realizando su mejor temporada en 1981, en la que promedió 19,3 puntos por partido.
Poco después del comienzo de la temporada 1981-82 fue traspasado a Atlanta Hawks a cambio de Charlie Criss y Al Wood, pero allí terminó la temporada en el banquillo. Al año siguiente fue traspasado a Utah Jazz junto con John Drew a cambio de Dominique Wilkins, que había sido elegido en la tercera posición del draft de 1982 por el equipo mormón. Pero en los Jazz apenas pasó dos meses antes de ser despedido. Tras verse sin equipo, decidió fichar por los Tampa Bay Thrillers de la CBA, con los que ganó la liga, promediando 22,4 puntos por partido.
Regresó a la NBA firmando dos contratos consecutivos de 10 días con Washington Bullets,  para terminar la temporada de nuevo en los Thrillers, ganando de nuevo la competición de la CBA. Tras retirarse, volvió a las pistas en 1992, ya con 36 años, para jugar con los Treasure Coast Tropics de la USBL, con los que ganó su último título antes de retirarse definitivamente.

## Estadísticas de su carrera en la NBA

### Temporada regular
| Temporada | Edad | Equipo             | Liga | P   | TIT | MIN  | TC  | TCA  | %TC  | 3P  | 3PA | %3P  | TL  | TLA | %TL  | R.OF. | R.DEF. | REB | ASIS | ROB | TAP | PER | FP  | PTS  |
| 1978-79   | 22   | San Diego Clippers | NBA  | 72  |     | 16.6 | 4.7 | 9.5  | .490 |     |     |      | 1.1 | 1.4 | .776 | 0.7   | 0.7    | 1.4 | 1.2  | 0.6 | 0.0 | 1.4 | 1.2 | 10.4 |
| 1979-80   | 23   | San Diego Clippers | NBA  | 82  |     | 25.8 | 7.9 | 16.4 | .480 | 0.5 | 1.6 | .328 | 2.4 | 2.9 | .815 | 1.3   | 1.1    | 2.3 | 2.0  | 0.9 | 0.1 | 2.1 | 1.8 | 18.6 |
| 1980-81   | 24   | San Diego Clippers | NBA  | 82  |     | 24.1 | 7.8 | 16.8 | .465 | 0.6 | 1.7 | .340 | 3.1 | 3.6 | .852 | 0.9   | 0.7    | 1.6 | 2.0  | 1.1 | 0.1 | 2.0 | 1.9 | 19.3 |
| 1981-82   | 25   | TOTAL              | NBA  | 60  | 10  | 16.6 | 4.6 | 10.4 | .443 | 0.5 | 1.6 | .298 | 2.3 | 2.8 | .843 | 0.4   | 0.7    | 1.0 | 1.4  | 0.5 | 0.0 | 1.8 | 1.7 | 12.0 |
| 1981-82   | 25   | San Diego Clippers | NBA  | 37  | 10  | 21.8 | 6.3 | 13.9 | .456 | 0.6 | 2.0 | .324 | 3.2 | 3.8 | .843 | 0.6   | 0.8    | 1.4 | 1.8  | 0.6 | 0.0 | 2.4 | 2.3 | 16.5 |
| 1981-82   | 25   | Atlanta Hawks      | NBA  | 23  | 0   | 8.2  | 1.8 | 4.8  | .382 | 0.2 | 0.9 | .200 | 1.0 | 1.1 | .846 | 0.1   | 0.4    | 0.5 | 0.8  | 0.3 | 0.0 | 0.8 | 0.8 | 4.8  |
| 1982-83   | 26   | Utah Jazz          | NBA  | 18  | 3   | 11.7 | 2.0 | 5.6  | .356 | 0.1 | 0.4 | .286 | 1.0 | 1.4 | .720 | 0.2   | 0.8    | 0.9 | 0.6  | 0.3 | 0.1 | 0.7 | 1.7 | 5.1  |
| 1985-86   | 29   | Washington Bullets | NBA  | 9   | 0   | 12.2 | 2.8 | 7.4  | .373 | 0.8 | 1.6 | .500 | 1.3 | 1.9 | .706 | 0.4   | 0.9    | 1.3 | 0.8  | 0.8 | 0.1 | 1.4 | 1.1 | 7.7  |
| Total     |      |                    | NBA  | 323 | 13  | 20.5 | 6.1 | 13.0 | .467 | 0.5 | 1.5 | .331 | 2.1 | 2.6 | .824 | 0.8   | 0.8    | 1.6 | 1.6  | 0.8 | 0.1 | 1.8 | 1.7 | 14.7 |

### Playoffs
| Temporada | Edad | Equipo        | Liga | P | MIN | TCA | TC | 3PA | 3P | TLA | TL | R.OF. | REB | ASIS | ROB | TAP | PER | FP | PTS | %TC  | %3P  | %FT | MIN | PTS | REB | AST |
| 1981-82   | 25   | Atlanta Hawks | NBA  | 1 | 4   | 0   | 2  | 0   | 1  | 0   | 0  | 0     | 0   | 0    | 0   | 0   | 0   | 0  | 0   | .000 | .000 |     | 4.0 | 0.0 | 0.0 | 0.0 |
| Total     |      |               | NBA  | 1 | 4   | 0   | 2  | 0   | 1  | 0   | 0  | 0     | 0   | 0    | 0   | 0   | 0   | 0  | 0   | .000 | .000 |     | 4.0 | 0.0 | 0.0 | 0.0 |